# 4월 2일
4월 2일은 그레고리력으로 92번째(윤년일 경우 93번째) 날에 해당한다.

## 사건
- 1513년 - 후안 폰세 데 레온이 플로리다에 상륙하다.
- 1863년 - 미국 남북전쟁 : 남부연맹의 수도 리치먼드에서 물가 상승에 분노하여 폭동이 발생하다.
- 1982년 - 아르헨티나가 포클랜드 제도의 영국 군을 공격하면서 포클랜드 전쟁이 시작되다.
- 2009년 -기아자동차가 서울모터쇼에서 기아 쏘렌토XM을 공개, 출시하다.

## 문화
- 1954년 - 카디프 공항 개항.
- 1979년 - KBS FM이 개국하다.
- 1989년 - 수원야구장이 개장하다.
- 2001년 - 스포츠전문채널 MBC SPORTS(現 MBC스포츠플러스)개국하였다.
- 2008년: 3인조 혼성그룹 리더 임성훈이 향년 38세의 나이에 급성 심근경색으로 사망하였다.
- 2011년 - 만화 '혈액형에 관한 간단한 고찰', 네이버 웹툰에서 연재 시작.
- 2013년
  - KBO 리그 제9구단 NC 다이노스 1군 정규리그 첫 경기가 창원 마산종합운동장 야구장에서 열렸다.
  - 쿠키런이 출시되었다.
- 2016년 - 프로듀스101통해 결정된 11명의 소녀들로 구성된 그룹 아이오아이가 결성되었다.
- 2020년 - KBS의 해피투게더가 19년 만에 종영되었다.
- 2022년 - 2022년 KBO 리그가 개막되었다.

## 탄생
- 1530년 - 조선의 제11대 중종의 제7남이자 제14대 선조의 사친 덕흥대원군. (~1559년)
- 1545년 - 프랑스의 왕 펠리페 2세의 3번째 부인 발루아의 엘리자베트. (앙리 2세와 카트린 드 메디시스의 장녀) (~1568년)
- 1725년 - 이탈리아의 모험가·작가 자코모 카사노바. (~1798년)
- 1805년 - 덴마크의 동화작가, 소설가 한스 크리스티안 안데르센. (~1875년)
- 1840년 - 프랑스의 소설가·비평가 에밀 졸라. (~1902년)
- 1907년 - 대한민국의 정치인 권태희. (~1983년)
- 1914년
  - 덴마크의 가구 디자이너 한스 웨그너. (~2007년)
  - 잉글랜드의 배우 앨릭 기니스. (~2000년)
- 1924년 - 대한민국의 연극학자, 평론가 이두현.
- 1926년 - 대한민국의 비전향 장기수 리두균. (~2012년)
- 1927년 - 헝가리의 축구 선수, 축구 감독 푸슈카시 페렌츠. (~2006년)
- 1928년 - 프랑스의 가수, 배우 세르주 갱스부르. (~1991년)
- 1933년 - 헝가리의 수필가, 소설가 콘라드 죄르지. (~2019년)
- 1934년
  - 미국의 수학자 폴 코언. (~2007년)
  - 대한민국의 정치인 김옥선.
- 1936년 - 라트비아의 배우 신시아 린. (~2014년)
- 1939년 - 미국의 가수 마빈 게이. (~1984년)
- 1942년 - 미국의 가수 리언 러셀. (~2016년)
- 1943년 - 대한민국의 기업인 김명호.
- 1944년 - 대한민국의 방송인 이상용. (~2025년)
- 1950년 - 중국의 영화감독 장이머우.
- 1951년 - 일본의 음악가 이마와노 키요시로. (~2009년)
- 1952년 - 대한민국의 만화가 이진주.
- 1957년 - 대한민국의 가수 노사연.
- 1958년 - 대한민국의 배우 송영창.
- 1959년 - 대한민국의 기업인 김성곤.
- 1960년
  - 대한민국의 언론인 이한영. (~1997년)
  - 대한민국의 배우 이미숙.
- 1961년 - 대한민국의 소방관 이병곤. (~2015년)
- 1963년 - 대한민국의 기상캐스터 전세영.
- 1964년 - 대한민국의 배우, 화가 강리나.
- 1965년
  - 대한민국의 희극인 배동성.
  - 미국의 화제인물 로드니 킹. (~2012년)
- 1966년
  - 대한민국의 정치인 변광용.
  - 영국의 전 축구 선수 테디 셰링엄.
- 1968년 - 대한민국의 성우 주현영.
- 1971년
  - 대한민국의 전 아나운서, 방송인 선우경.
  - 대한민국의 배우 주성환.
- 1972년 - 대한민국의 전 축구 선수, 지도자 이원준.
- 1973년 - 대한민국의 배우 고승연.
- 1974년 - 대한민국의 아나운서 권대희.
- 1975년
  - 대한민국의 군인 이상훈.
  - 미국의 배우 페드로 파스칼.
  - 미국의 배우 애덤 로드리게스.
  - 미국의 성우, 가수 디디 매그노.
  - 일본의 전직 프로 야구 선수 다카하시 히사노리.
- 1976년
  - 일본의 성우 나미카와 다이스케.
  - 미국의 배우, 가수 아론 로어.
  - 포르투갈의 정치인 안드레 로렌수 이 실바.
- 1977년
  - 대한민국의 기자 박대기.
  - 아일랜드의 배우 마이클 패스벤더.
  - 잉글랜드의 배우 에이든 터너.
- 1978년 - 미국의 배우, 가수 제이미 레이 뉴먼.
- 1979년
  - 미국의 음악가 제시 카마이클 (마룬 5).
  - 브라질의 축구 선수 그라피치.
- 1980년 - 멕시코의 전 축구 선수 카를로스 살시도.
- 1981년
  - 미국의 디자이너, 배우 애덤 셜먼.
  - 중화민국의 탁구 선수 좡즈위안.
- 1982년 - 대한민국의 가수 권순관
- 1983년
  - 대한민국의 배우 김재욱.
  - 대한민국의 펜싱 선수 오은석.
  - 멕시코의 배우 라우라 카르미네.
- 1985년 - 대한민국의 희극인 이수지.
- 1986년 - 네덜란드의 음악 프로듀서 리햅.
- 1987년 - 대한민국의 축구 선수 박민영.
- 1988년
  - 미국의 배우 제시 플레먼스.
  - 대한민국의 레이싱 모델 김모아.
- 1989년
  - 대한민국의 축구 선수 이범영.
  - 대한민국의 장대높이뛰기 선수 임은지.
  - 대한민국의 야구 선수 이규환. (~2012년)
  - 독일의 배우 조냐 게르하르트.
- 1990년
  - 대한민국의 가수 소야.
  - 대한민국의 전 가수, 배우 서재형.
  - 대한민국의 가수 엘린 (크레용팝).
  - 미국의 배우 레이철 브로즈너핸.
  - 러시아의 리듬 체조 선수 예브게니야 카나예바.
- 1991년
  - 대한민국의 전직 스타크래프트 프로게이머 김상욱.
  - 대한민국의 야구 선수 임정우.
- 1992년
  - 대한민국의 축구 선수 김태호.
  - 대한민국의 농구 선수 홍아란.
  - 대한민국의 가수 유리사.
- 1993년
  - 대한민국의 배우 신재하.
  - 대한민국의 전 축구 선수 문규현.
  - 일본의 성우 세토 아사미.
- 1994년
  - 일본의 가수 미야자키 유카.
  - 대한민국의 배구 선수 최수빈.
- 1995년 - 대한민국의 가수 재연.
- 1996년
  - 대한민국의 동양화가 김지영.
  - 대한민국의 가수 우디 고차일드.
  - 대한민국의 아나운서 정은혜.
  - 미국의 컨트리 싱어송라이터이자 록 음악가 잭 브라이언.
  - 카메룬의 축구 선수 안드레 오나나.
- 1997년
  - 일본의 가수, 배우 나카무라 레이아.
  - 대한민국의 배우 김지혜.
- 1998년
  - 대한민국의 배우 전혜원.
  - 일본의 배우 홋타 마유.
- 1999년
  - 대한민국의 야구 선수 박진.
  - 대한민국의 가수 박소피.
- 2000년 - 대한민국의 축구 선수 문경민.
- 2001년 - 대한민국의 야구 선수 이주형.
- 2002년
  - 대한민국의 방송인 손상연.
  - 대한민국의 바둑 기사 김동우.
  - 일본의 배우 오바라 유이토.
- 2003년 - 대한민국의 배우 겸 가수 이우진.

### 미상
- 프랑크 왕국의 2대 국왕 카롤루스 대제. (~814년)

## 사망
- 1502년 - 영국의 왕족 아서 튜더. (1486년~)
- 1865년 - 미국의 군인 A. P. 힐. (1825년~)
- 1930년 - 대한민국 최초의 민간인 비행사 안창남. (1901년~)
- 1972년 - 독일의 군인 프란츠 할더. (1884년~)
- 1974년 - 프랑스의 대통령 조르주 퐁피두. (1911년~)
- 2005년 - 제264대의 교황 교황 요한 바오로 2세. (1920년~)
- 2007년 - 대한민국의 가수 김형철. (1961년~)
- 2008년 - 대한민국의 가수 터틀맨. (거북이) (1970년~)
- 2012년 - 미국의 야구인 앨리 클라크. (1923년~)
- 2015년 - 포르투갈의 영화감독 마노엘 드 올리베이라. (1908년~)
- 2018년
  - 미국의 언어학자 모리스 할레. (1923년~)
  - 남아프리카 공화국의 정치인 위니 마디키젤라만델라. (1936년~)
- 2019년 - 대한민국의 정치인 이필우. (1931년~)
- 2020년
  - 스페인의 축구 선수 그레고리오 베니토. (1946년~)
  - 이탈리아의 구두디자이너 세르조 로시. (1935년~)
  - 동독의 정치인 오스카르 피셔. (1923년~)
- 2021년 - 대한민국의 기업인, 문화운동가 채현국. (1935년~)
- 2022년
  - 대한민국의 배우 임정하. (1952년~)
  - 미국의 영화배우 에스텔 해리스. (1928년~)
  - 이탈리아의 축구 선수 실비오 론고부코. (1951년~)
  - 칠레의 축구 선수 레오넬 산체스. (1936년~)
- 2024년
  - 대한민국의 시인 오근영. (1939년~)
  - 미국의 소설가 존 시몬스 바스. (1930년~)
  - 프랑스의 소설가 마리즈 콩데. (1934년~)
  - 베네수엘라의 슈퍼센티네리언 후안 빈센테 페레스. (1909년~)
- 2025년 - 라오스의 제4대 국가주석 캄타이 시판돈. (1924년~)

## 기념일
- 세계 자폐증 인식의 날

## 같이 보기
- 전날: 4월 1일 다음날: 4월 3일 - 전달: 3월 2일 다음달: 5월 2일
- 음력: 4월 2일
- 모두 보기